# روبرت ميلر (قسيس)
روبرت ميلر هو قسيس نرويجي، ولد في 1877، وتوفي في 2 يونيو 1960.